# Mário Chermont
Mário Moraes Chermont (Rio de Janeiro, 21 de janeiro de 1937 — Belém, 16 de maio de 2020) foi um advogado e político brasileiro, filiado ao MDB e posteriormente ao PTB. Foi deputado federal e deputado estadual do Pará, tendo exercido a presidência da Assembleia Legislativa do Pará.

## Biografia
Mário Chermont nasceu em 21 de janeiro de 1937, no Rio de Janeiro, Distrito Federal, proveniente de uma família de tradicionais políticos do estado do Pará. Filho de Mário Midosi Chermont e Eneida do Espírito Santo Moraes, era sobrinho-neto do primeiro governador do Pará no período republicano, Justo Chermont, e bisneto do visconde de Arari, Antônio Lacerda de Chermont.
Iniciou a carreira em janeiro de 1958, quando se tornou funcionário da Fundação Serviço Especial de Saúde Pública (SESP). Em janeiro de 1964 foi nomeado oficial de gabinete do governador do Pará, Aurélio Correia do Carmo. Em abril do mesmo ano, assumiu o cargo de assessor da Secretaria de Saúde do Pará, exercendo-o até outubro.
Iniciou o curso de direito na Universidade Federal do Pará (UFPA) em 1966, formando-se em 1971.
Elegeu-se vereador em Chaves em 1966, pelo Movimento Democrático Brasileiro (MDB), tomando posse em janeiro do ano seguinte e exercendo o mandado até 1971. Após, exerceu a advocacia em Belém.
Foi eleito deputado estadual do Pará em novembro de 1978 e iniciou o mandato em fevereiro do ano seguinte, sendo reeleito em 1982 e 1986. Com o fim do bipartidarismo em 1979, filiou-se ao Partido do Movimento Democrático Brasileiro (PMDB), que deu continuidade ao MDB. Foi presidente da Assembleia Legislativa do Pará de 1989 a 1991, e nessa condição exerceu interinamente a função de governador do estado em três oportunidades, como substituto do governador Hélio Gueiros.
Em 1990, filiou-se ao Partido Trabalhista Brasileiro (PTB).
Elegeu-se deputado federal em 1990. Em 29 de setembro de 1992, votou a favor da abertura do processo de impeachment do presidente Fernando Collor.
Não se candidatou à reeleição. Com o término do mandato em 1995, deixou a política e retornou à advocacia em Belém.
Faleceu em um hospital particular em Belém, no dia 16 de maio de 2020, devido a COVID-19, durante a pandemia da doença.